# ساندور زمبوري
ساندور زمبوري (بالمجرية: Zombori Sándor)‏ (مواليد 31 أكتوبر 1951) هو لاعب كرة قدم. يلعب مع منتخب المجر لكرة القدم. سبق له أن لعب في كأس العالم لكرة القدم مع منتخب بلاده.

## روابط خارجية
- ساندور زمبوري على موقع الاتحاد الدولي (مؤرشف)  (الإنجليزية)
- ساندور زمبوري على موقع قاعدة بيانات كرة القدم.إي يو (الإنجليزية)
- ساندور زمبوري على موقع ناشيونال فوتبول تيمز (الإنجليزية)